# Адерлан Сантос
Адерлан Леандро де Хесус Сантос (нар. 9 квітня 1989, Салґейру, Бразилія) — бразильський футболіст, захисник футбольної команди «Ріу Аве».

## Титули і досягнення
- Володар Кубка португальської ліги (1):

Брага: 2012–13